# Willy Schroeders
Willy Schroeders (Sint-Agatha-Rode, 1932. december 9. – Woluwe-Saint-Lambert, 2017. október 28.) belga kerékpárversenyző.

## Pályafutása
1955 és 1965 között vett részt profi versenyeken. A Giro d’Italia-n három szakasz győzelmet aratott (1961, 1962). A Tour de France-on két alkalommal indult (1962, 1963), de mindkét alkalommal feladta a versenyt. 1962-ben három alkalommal is viselhette a sárga trikót. Profi pályafutása alatt 30 győzelmet ért el.

## Sikerei, díjai
1956
GP du Brabant Wallon
Omloop van Midden-België
Omloop van het Westen
Puurs
Zellik
1957
Den Bosch
Ninove
Grote Prijs Stad Zottegem
Mechelen
Haacht
Sint-Lambrechts-Woluwe
Hoegaarden
1958
Deinze
Machelen
1959
GP des Ardennes
GP du Brabant Wallon
Mechelen
Aalter
1960
Drie Zustersteden
Wavre
Ninove
1961
Sint-Katelijne-Waver
Kumtich
Giro d’Italia:
szakaszgyőzelem (3. és 19.)
1962
GP Stad Vilvoorde
Giro d’Italia:
szakaszgyőzelem (6.)
Tour de France:
Sárga trikó három alkalommal
1963
Brussel/Berchem - Ingooigem
Kontich
Halle–Ingooigem